# Buj
Buj là một thị trấn thuộc hạt Szabolcs-Szatmár-Bereg, Hungary. Thị trấn này có diện tích 32,76 km², dân số năm 2010 là 2289 người, mật độ 70 người/km².